# Sonderschutzgebiet Gamsgrube

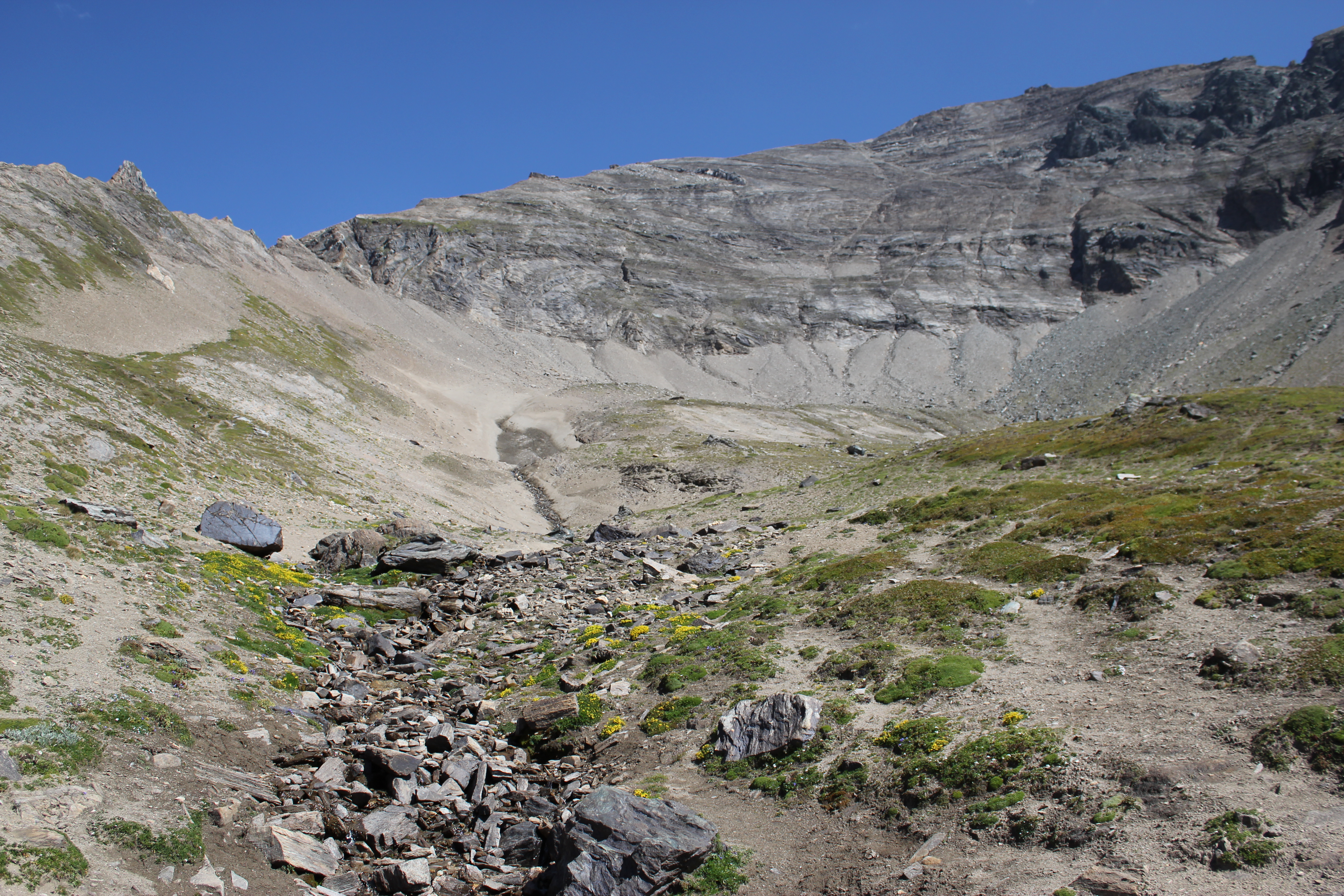

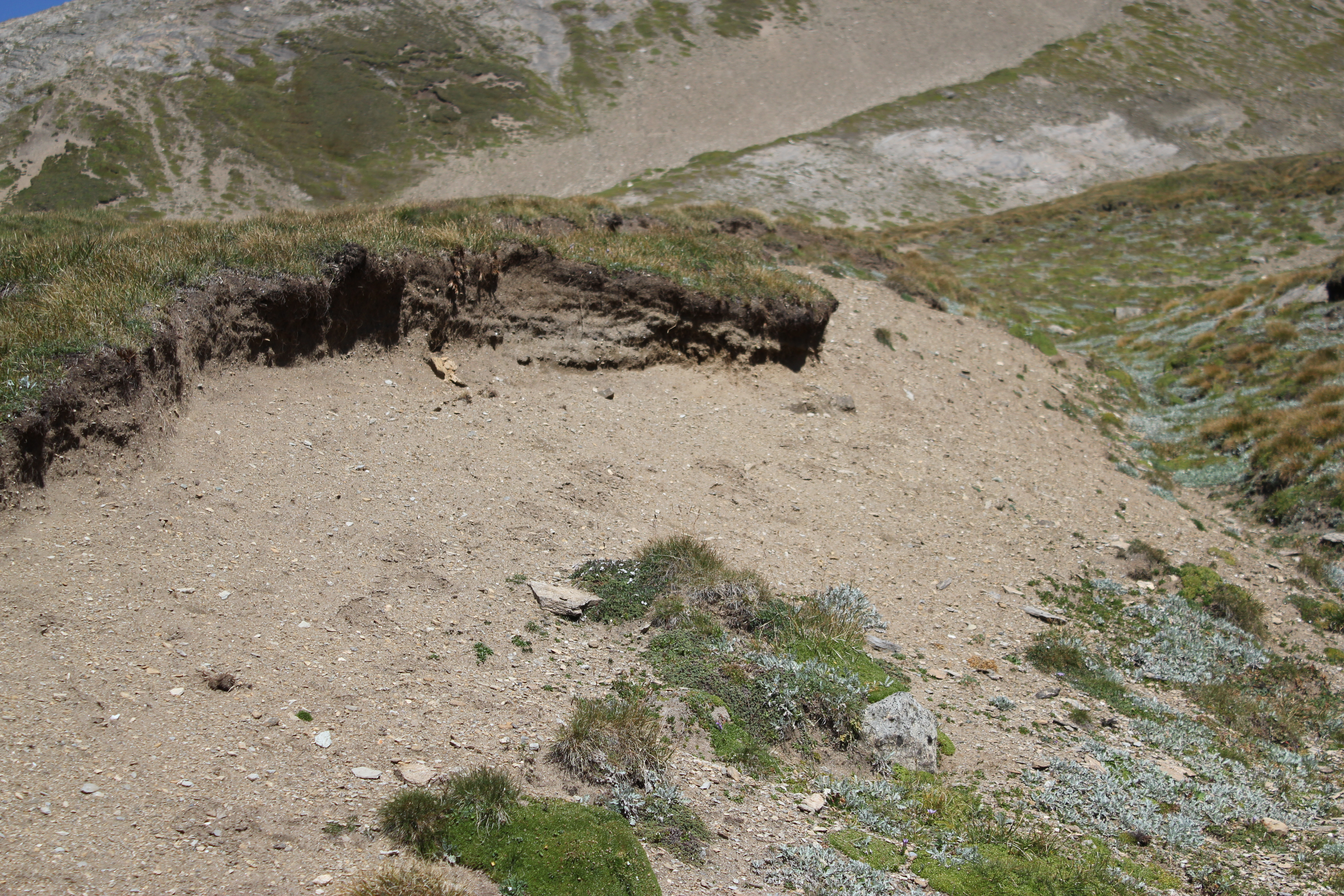

Die Gamsgrube ist ein Sonderschutzgebiet innerhalb des Nationalparks Hohe Tauern. Sie liegt unterhalb des Fuscher-Kar-Kopfs in der Gemeinde Heiligenblut und ist über den Gamsgrubenweg von der Kaiser-Franz-Josefs-Höhe aus erreichbar. Das Betreten der Gamsgrube ist verboten.

## Beschreibung
Die Gamsgrube besteht aus Flugsand, der vom Kalkglimmerschiefer der umgebenden Hänge und Gipfelgrate bei Sturm abgetragen und hierher verfrachtet wird. Der Flugsand wird als Treibsandpyramiden auf abschmelzenden Schneeflächen und auch als bis zu drei Meter hohe Dünen abgelagert.
Ähnliche Bodenbildungen sind nur von Spitzbergen, Island, Grönland sowie aus zentralasiatischen Gebirgen bekannt.

## Vegetation
Durch die lange Schneebedeckung, die kurze Vegetationsperiode und ständige Umschichtung der Feinsanddünen durch Wind und Niederschlag hat sich hier eine besondere Pflanzengesellschaft gebildet.
In der Gamsgrube wachsen der Rundblättrige Enzian, die Quendel-Weide, die Alpen-Soldanelle, die Zwerg-Primel, die Silberwurz, der Alpen-Hahnenfuß, das Alpen-Breitschötchen, das Stängellose Leimkraut, der Alpen-Spitzkiel, das Blaugras, die Gemeine Alpenscharte, die Zwerg-Miere, das Edelweiß, das Immergrüne Felsenblümchen und der Rudolph-Steinbrech.

## Geschichte
Die bemerkenswerte botanische Situation in der Gamsgrube wurde schon seit 1813 von David Heinrich Hoppe studiert, was 1833 ein Mitgrund für die Errichtung des Vorläufers der Hofmannshütte war. Das Areal der Gamsgrube, wie das ganze Glocknergebiet samt der Pasterze, wurde 1918 vom Großgrundbesitzer Albert Wirth dem Österreichischen Alpenverein mit der Widmung als „Naturschutzpark“ geschenkt.
Ab 1930 wurde die Gamsgrube von Helmut Gams im Auftrag des Alpenvereins weiter systematisch botanisch untersucht, er setzte sich auch für ihren Schutz ein. Gleichzeitig beabsichtigte der Planer der Großglockner-Hochalpenstraße, Franz Wallack, mit Unterstützung des Salzburger Landeshauptmanns Franz Rehrl von der Kaiser-Franz-Josefs-Höhe eine Straße weiter Richtung Hofmannshütte zu bauen und von dort eine Seilbahn über die Gamsgrube auf den Fuscher-Kar-Kopf. Aufgrund der Proteste von Naturwissenschaftern und des Alpenvereins wurde daraus jedoch nur ein zwei Meter breiter „Promenadeweg“, der 1937 feierlich durch Bundeskanzler Kurt Schuschnigg eröffnet wurde. Die dafür erforderliche Alpenvereinsfläche war im Sinne eines „begünstigten Baues“ im Sinne einer kaiserlichen Kriegsverordnung von 1914 ohne jegliche Parteienstellung für den Grundeigentümer enteignet worden. Nach dem Anschluss Österreichs wurde jeglicher weiterer Infrastrukturausbau in der Gamsgrube von den Nationalsozialisten für beendet erklärt. Zu Beginn der Nachkriegszeit wurden die Seilbahnpläne jedoch wieder verstärkt diskutiert. Anfang 1949 kritisierte Theodor Heinrich Mayer in der ÖAMTC-Zeitschrift auto touring seines Erachtens „engstirnige“  Naturschützer, die „den vielen Menschen den Weg zu den Bergen verwehren möchten“ und den Straßenausbau und die Seilbahn in der seines Erachtens „völlig uninteressanten“ Gamsgrube verhinderten. Der Kärntner Landeshauptmann Ferdinand Wedenig sah die Pläne eher kritisch, das Projekt schlief in den 1950ern wieder ein.
Infolge der Heiligenbluter Vereinbarung von 1971 wurde die Gamsgrube 1981 durch LGBl. 81/1981 von der Kärntner Landesregierung als Teil des neuen Nationalparks Hohe Tauern verordnet. Das Kärntner Nationalparkgesetz wurde jedoch erst 1983 mit dem LGBl. 55/1983 beschlossen.
Als Sonderschutzgebiet innerhalb des Nationalparks wurde die Gamsgrube am 4. November 1986 mit Wirkung vom 1. Jänner 1987 durch § 9 des LGBl. 74/1986 von der Kärntner Landesregierung verordnet.
Die juristische Durchführung und das genaue Ausmaß der Enteignung von 1936 ist mit Stand Winter 2023/2024 jedoch immer noch strittig, was anlässlich eines neuen Gastronomieprojekts seitens der Großglockner Hochalpenstraßen AG seit 2020 zu einer Fortsetzung der Konflikte führt.